# Orthosia griseovariegata
Orthosia griseovariegata là một loài bướm đêm trong họ Noctuidae.